# Arto Nilsson
Arto Harald Nilsson (Helsinki, 1948. március 19. – Helsinki, 2019. július 11.) olimpiai bronzérmes finn ökölvívó.

## Pályafutása
Az 1968-as mexikóvárosi olimpián kisváltósúlyban bronzérmet szerzett. 1970-ben és 1971-ben finn bajnok lett.
Nilsson közgazdász volt és Timanttiset-lánc (óra- és ékszerkereskedelem) tulajdonos-igazgatója.

## Sikerei, díjai
- Olimpiai játékok – kisváltósúly
  - bronzérmes: 1968, Mexikóváros
- Finn bajnokság (67 kg)
  - bajnok: 1970, 1971